# Ханникат, Артур
Артур Ли Ханникат (англ. Arthur Lee Hunnicutt, 17 февраля 1910 — 26 сентября 1979) — американский актёр, номинант на премию «Оскар» в 1953 году.

## Биография
Учился в Университете центрального Арканзаса и в Арканзасском государственном педагогическом колледже, но бросил учёбу, когда у него кончились деньги. Актёрскую карьеру начал с театральной сцены, выступая в мелких постановках. В 1936 году поступил в драматическую школу в Кливленде, где в течение года изучал актёрские техники. Вскоре после этого он переехал в Нью-Йорк, где первое время ему приходились подрабатывать в прачечной, прежде чем он пробился на театральные подмостки города, а затем и на Бродвей.
В 1942 году Ханникат дебютировал в кино, появившись впоследствии в таких картинах как «Алый знак доблести» (1951), «Доля секунды» (1953), «Большой страх» (1957), «Кэт Баллу» (1965), «Эльдорадо» (1966). В 1953 году актёр был номинирован на премию «Оскар» за свою роль в ленте «Большое небо» (1952). Начиная с 1960-х годов он много снимался на телевидении, где у него были роли в сериалах «Дымок из ствола», «Караван повозок», «Перри Мейсон», «Бонанза» и «За гранью возможного». Актёр скончался от рака гортани в Вудленд-Хиллз в возрасте 69 лет.